# Ирена Графенауер
Ирена Графенауер (Љубљана, 19. јун 1957) словеначка је флаутисткиња. Прва је жена у историји која је постала солиста на флаути Симфонијског оркестра Баварског радија, једног од најбољих на свету. Једна је од највећих европских флаутисткиња с краја 20. и почетка 21. века.

## Биографија
Ирена Графенауер рођена је 1957. године у Љубљани, у музичкој породици где је и добила прве поуке из музике. Музичко образовање започела је са 8 година. Средњу музичку школу завршила је у родном граду са петнаест година, да би школовање наставила на Музичкој академији у Љубљани, као ученица чувеног словеначког флаутисте Бориса Чампе. Академију завршава убрзано 1975. године, после свега три године студија. Још као студент, освојила је награде на неколицини значајних конкурса, међу којима се истиче њена победа на Међународном такмичењу музичке омладине у Београду 1975. године, која је на најбољи начин најавила њене даље успехе. Већ 1978. добија прву награду на Светском такмичењу флаутиста у Женеви, као и награду „Звезда године” у Минхену.
Концертна каријера Ирене Графенауер пуни замах доживела је осамдесетих година 20. века, да би се касније посветила педагогошком ангажману на чувеном салцбуршком Моцартеуму. Као солиста, Ирена Графенауер, је наступала са већином значајних европских и светских оркестара и диригената попут Карла Бема, Данијела Баренбојма, Леонарда Бернстина и других.
Године 2003. оболела је од леукемије и повукла се из јавног живота. Више не предаје на Универзитету, али повремено наступа на фестивалима. Од 1987. године живи у Минхену.

## Музичка каријера
Ова признања отворила су јој врата у свет музике, па је веђ 1977. године ангажована је као главна флаутисткиња Симфонијског оркестра Баварског радија (Bavarian Radio Symphony Orchestra) под вођством Рафаела Кјубелика (Rafael Kubelik) и сер Колина Дејвиса (Colin Davis) и на том месту је остала једанаест година, све до 1987. Ирена је била прва жена у дугогодишњој историји овог оркестра која је наступала као солиста на флаути. Оркестар Баварског радија убраја се међу најбоље на свету. Октобра 1987. именована је за професора на Универзитету Моцартеум у Салзбургу, где је предавала више од две деценије.
Ње репертоар обухваtа дела за флауту у широкоме распону од барока до сaвремених музичких остварења, а посебно дела словеначких композитора. Ирена Графенауер је уметница изванредне технике, способности стваралачког проживљавања и сценске уверљивости.

## Важнији наступи и остала ангажовања
Ирена Графенауер успешно је гостовала као солиста у многим европским земљама, Америци, Јапану и Аустралији. Редовно учествује на Lockenhaus Chamber Music Festival Гидона Кремера, традиционалном фестивалу камерне музике у дворцу Локенхаус у Аустрији. На овом фестивалу Ирена учествује од самог оснивања 1981. године а често је свирала и са оркестром „Kremer & Friends”.
Основала је дует са харфисткињом Маријом Граф, са којом дели дуго и хармонично партнерство. Такође је редовно свирала са Берлинском Филхармонијом, дуетом који чине Јoрг Бауман ( Jörg Baumann) и Клаус Стол(Klaus Stoll), пијанистима као што су Олег Меисенберг (Oleg Maisenberg), Роберт Левин (Robert Levin), и Хелмут Дојч (Helmut Deutsch), гитаристом Елиотом Фиском (Eliot Fisk) и гудачким квартетом Черубини (Cherubini Quartet).

### Дискографија
Током своје плодне уметничке каријере Ирена Графенауер снимила је тридесетак албума за различите иностране издаваче. Данас ексклузивно снима за компанију Филипс, за коју је реализовала комплет од 10 компакт-дискова са делима композитора различитих епоха. Међу њима, нарочито је запажен њен албум са делима Волфганга Амадеуса Моцарта, који је снимила са члановима оркестра Academy of St. Martin-in-the-Fields. Овим пројектом Ирена се укључила у велики пројекат објављивања целокупног опуса овог композитора, Ангажована је такође да сними и француски албум са делима композитора као што су Клод Дебиси, Морис Равел, Жак Ибер и Албер Русел.

### Ангажовање на филму
Године 1994. била је ауторка музике за филм Раскршће (Intersection), у коме главне улоге играју Ричард Гир и Шерон Стоун. Наредне године појавила се у документарном музичком филму Пендерецки против Пендерецког (Penderecki Conducts Penderecki).

## Награде
- Године 1978. добила прву награду на Светском такмичењу флаутиста у Женеви.
- Године 1979. добила је награду „Звезда године” у Минхену.
- Године 1985. добила је награду „Орландо” за музику на Дупровачким летњим играма.
- За изузетан допринос словеначкој култури, Ирена Графенауер добила је Орден слободе Републике Словеније.[5]
- Године 2005. добила је Прешернову награду,[11] највеће признање Словеније у области уметности.
- Године 2008. проглашена је почасном грађанком Љубљане.[12]

## Наступи у Србији
Од 2000. године Ирена Графенауер наступала је више пута у Србији. Два пута наступала је на београдском БЕМУС-у, октобра 2001. и октобра 2004. године. Априла 2018. наступала је на новосадском НОМУС-у, а јуна 2019. на Сомборским музичким свечаностима.
Ирена Графенауер наступила је 6. децембра у Великој дворани Коларчеве задужбине, заједно са Симфонијским оркестром и Хором РТС на концерту у част преминулом Душану Јовановићу, директор Музичке продукције РТС-а.